# Milivoj Bračun
Milivoj Bračun (Zagabria, 22 aprile 1958) è un ex calciatore e allenatore di calcio croato, di ruolo difensore.

## Palmarès

### Club

#### Competizioni nazionali
- Campionato jugoslavo: 1

Dinamo Zagabria: 1981-1982
- Coppa di Jugoslavia: 1

Dinamo Zagabria: 1982-1983